# 刘盛纲
刘盛纲（1933年12月25日—），男，安徽肥东人，中国物理电子学家，中国科学院院士，中国科学院学部主席团成员、MIT国际电磁科学院院士、国际电气与电子工程师学会会士。在电子回旋脉塞、自由电子激光与高功率微波、微波电子学及微波等离子体电子学等领域作出了开创性及奠基性工作。曾长期担任电子科技大学校长。

## 生平
1951年，由南京大学附属中学（现南京师范大学附属中学）高中毕业，考入浙江大学电机系。1953年，因院系调整转入南京工学院（现东南大学）无线电系电真空专业，1955年毕业并留校任助教。
1956年，调往成都参与组建成都电讯工程学院（现电子科技大学）。1956年至1958年，在成都电讯工程学院攻读苏联专家的研究生并任专业翻译，1958年通过副博士答辩。1978年社會漸穩，出任成都电讯工程学院教授。1984年，任成都电讯工程学院副院长。1986年至2001年4月，任电子科技大学校长。1986年6月，中国科学技术协会第三次全国代表大会在北京召开，选举产生第三届全国委员会。6月28日，第三届全国委员会第一次会议召开，推举其担任常务委员。

## 社会兼职
联合国发展计划署高级科学顾问、中国电子学会副理事长、中国真空电子学会会长。

## 奖项和荣誉
- 1979年被评为全国劳动模范。
- 1980年当选中国科学院学部委员。
- 1985年获评全国优秀教育工作者、五一劳动奖章。
- 1987年获第14届马可尼奖提名。
- 1999年获陈嘉庚信息科学奖。
- 1999年至2001年，受瑞典皇家科学院诺贝尔奖委员会邀请，为诺贝尔物理奖提名人。
- 2001年获国家高科技863突出个人贡献奖。
- 2003年，获英国皇家学会授予毫米波-红外线领域的国际最高奖Kenneth J. Button奖。
- 2008年当选中国科学院学部主席团成员。